# Mehrīnābād
Mehrīnābād (persiska: مهرين آباد, مِهران آباد) är en ort i Iran.   Den ligger i provinsen Zanjan, i den nordvästra delen av landet, 270 km väster om huvudstaden Teheran. Mehrīnābād ligger 2 105 meter över havet och antalet invånare är 160.
Terrängen runt Mehrīnābād är kuperad.Runt Mehrīnābād är det ganska glesbefolkat, med 34 invånare per kvadratkilometer. Närmaste större samhälle är Qīdar, 15,4 km öster om Mehrīnābād. Trakten runt Mehrīnābād består i huvudsak av gräsmarker.